# سامي موريس
سامي موريس (بالإنجليزية: Sammy Morris)‏ هو لاعب كرة قدم أمريكية أمريكي وبريطاني، ولد في 23 مارس 1977 في أكسفورد في المملكة المتحدة.

## وصلات خارجية
- سامي موريس على موقع مرجع كرة القدم المحترفة.كوم (الإنجليزية)